# Louis Amédée Lacrouzille
Louis Amédée Lacrouzille est un homme politique français né le 22 juin 1801 à Périgueux (Dordogne) et mort le 18 avril 1851 à Périgueux.

## Biographie
Médecin à Périgueux, il participe à la Révolution de 1848. Il est député de la Dordogne de 1848 à 1849, siégeant à droite.

## Sources
- « Louis Amédée Lacrouzille », dans Adolphe Robert et Gaston Cougny, Dictionnaire des parlementaires français, Edgar Bourloton, 1889-1891 [détail de l’édition]